# درو فيرغسون
درو فيرغسون (9 نوفمبر 1957 ببويل ريفر في كندا - ) هو مدرب كرة قدم ولاعب كرة قدم كندي في مركز الدفاع. شارك مع منتخب كندا لكرة القدم. أما مع النوادي، فقد لعب مع نيويورك كوسموس وفانكوفر وايتكابس وإدمونتون دريلرز ‏ وBuffalo Stallions ‏ وCleveland Crunch ‏ وكليفلاند فورس ‏ وهَاميلتون ستيلرز ‏ وشيكاغو ستينغ.

## وصلات خارجية
- درو فيرغسون على موقع قاعدة بيانات كرة القدم.إي يو (الإنجليزية)